# Pierre Thériault
Pierre Thériault est un acteur québécois né à Arvida (Saguenay–Lac-Saint-Jean) en 1930 et décédé le 1er avril 1987 à Montréal.

## Biographie
Pierre Thériault délaisse ses études à l'âge de 17 ans pour s'engager dans la troupe de Jean Grimaldi. À la fin des années 1940 et au début des années 1950, il poursuivra dans le monde du burlesque en œuvrant dans les principales troupes montréalaises (entre autres avec Rose Ouellette). Il fait l'animation au cabaret À la Porte St-Jean de Québec pendant près de trois ans avant de revenir à Montréal (1951-1953).
À l'automne de 1954, il participe, avec Jacques Normand, Gilles Pellerin, Normand Hudon, Colette Bonheur et d'autres à la programmation des Trois Castors, un nouveau cabaret montréalais ouvert au-dessus du Café Saint-Jacques à Montréal.
Par la suite, il devient coanimateur avec Normand Hudon et Dominique Michel de l'émission de variétés Au p'tit café à la télévision de Radio-Canada entre 1956 et 1961. C'est aussi en 1956 que l'émission La Boîte à Surprise prend l'antenne à la télévision d'État et pendant la durée de cette série, Pierre Thériault écrira environ 3 000 chansons et contes pour le jeune public, et il est coauteur de ses émissions avec d'autres comédiens qui l'entourent (Marc Favreau entre autres). Il se consacre au théâtre pendant les nombreuses années de télévision, et fait des chroniques autant à la télévision de Radio-Canada (Appelez-moi Lise) qu'à la radio de la société d'état (Studio vert).
Malgré des rôles importants au cinéma et à la télévision, pour plusieurs, il demeure « Monsieur Surprise »...
Pierre Thériault succombe au troisième infarctus qu'il subit en cinq mois, le 1er avril 1987, à l'âge de 57 ans.

## Cinéma et télévision
- 1952-1954 : Le Grenier aux images
- 1956-1961 : Au p'tit café
- 1956-1972 : La Boîte à Surprise
- 1967-1972 : Monsieur Surprise présente
- 1966 : Tu enfanteras dans la joie
- 1960 : Walk Down Any Street
- 1970 : Mont-Joye (Série TV) : Gilles Dessin
- 1972-1973 : Les Bouts d'chou[2]: Pierre
- 1973 : Réjeanne Padovani : Dominique Di Moro
- 1976 : La Piastre : Robert Tremblay
- 1977 : Panique : Robert Johnson
- 1982 : La Bonne Aventure (Série TV) : Dr Dubois
- 1982 : La Quarantaine : Bilou
- 1984 : The Gunrunner : Gabias
- 1987 : Le Sourd dans la ville